# Чернь американська
Чернь американська (Aythya affinis) — вид качок, поширений у Північній Америці.

## Поширення
Цей американський вид черней поширений у Північній Америці від Аляски до Великих озер. Зимує у степових районах американських прерій, залітаючи на південь до Колумбії, Антильських островів та Гаваїв. Є випадки появи мігруючих птахів у Андах, басейні Оріноко та Гренландії. Зрідка може залітати до Європи.

## Опис
Дуже подібна до спорідненої з нею черні морської, але дещо менша, має коротший і ширший дзьоб та не такий округлий, як у морської, а дещо кутастий верх голови. При переліках зграй досить часто вказують сумарну кількість обох видів, оскільки чітко виділити видову приналежність на загальній картині не виглядає можливим.